# Caserío Iruaritz
El caserío Iruaritz está ubicado en la localidad de Lezama, en el municipio de Amurrio (Álava, España). Es una construcción aislada, situada en el pequeño altozano del Barrio San Prudencio de la citada localidad.
Cronológicamente responde a los modelos de la primera mitad del siglo XVII y conserva sus características tipológicas originales, tanto en la fachada principal como en el sistema estructural portante de madera.
Se trata de un edificio de planta rectangular, con un alzado de tres plantas. La cubierta es a dos aguas, con el caballete perpendicular a la fachada principal. El alero, de amplio vuelo se apea en tornapuntas.
La fachada principal se orienta hacia el este. Presenta fábrica de entramado, con grandes postes enterizos que delimitan sus tres crujías, que se subdividen en entrepaños de corte vertical por pies derechos. Horizontalmente, recias vigas carreras marcan la división de alturas. La planta baja, el cierre del entramado se realiza en mampostería, mientras que las plantas altas, se emplea ladrillo macizo.
La distribución de los vanos es irregular, con dos accesos en la planta baja, que dan entrada independiente a la vivienda y a las cuadras. En la crujía derecha presenta un balcón volado, un balcón antepechado en la central y otro volado en la planta del desván.
Las cabezas de las correas y el gailur se decoran con medias volutas y en la tornapunta central y en algunos contrapares, lucen tallas geométricas.
El caserío tiene una cabaña anexa de mampostería en el costado derecho.